# Poloma nigromaculata
Poloma nigromaculata är en fjärilsart som beskrevs av Aurivillius 1893. Poloma nigromaculata ingår i släktet Poloma och familjen Eupterotidae. Inga underarter finns listade i Catalogue of Life.